# سيوداد لوبيز ماتيوس
هي إحدى ضواحي مدينة المكسيك والتي تعد مقر لبلدية اتزابان دي زاراجوزا. ولتتعرف على بلدية اتزابان الصغيرة ابحث عن سانتا كروز اتزابان.
تقع مدينة سيوداد لوبيز ماتيوس في ولاية مكسيكو في المكسيك وتعد مقر بلدية اتزابان دي زاراجوزا. وجائت تسمية هذه المدينة من الكلمة النواتيلية اتزابان والمكونة من ثلاث كلمات وهي كلمة «اتي» والتي تعني «الماء» وكلمة «تزاتي» والتي تعني «الطين الأبيض» وكلمة «بان» والتي تعني «فوق» أو «المكان المرتفع». وبعد تفصيل الكلمات الثلاث يصبح معنى اسم هذه المدينة «المكان الذي يقع فوق المياه الطينية». وتقع اتزابان شرقي تولوكا وفي داخل الحدود الكبرى لمديمة مكسيكو.

## المدينة
كان أسم المدينة سابقاً اتزابان دي زاراجوزا ولكن تم تغيير هذا الأسم الرسمي تيمناً بالرئيس ادولفو لوبيز ماتيوس الذي ولد في هذه المدينة. ومع ذلك لا تزال تعرف هذه المدينة بأسم اتزابان. وبلغ عدد سكانها 471904 نسمة في تعداد عام 2005. وهي سابع أكبر مدينة في ولاية المكسيك. وتعد هذه المدينة المقر البلدي التابع لبلدية اتزابان دي زاراجوزا ومقر جميع الأعمال الأخرى. وخلال التدخل الفرنسي مكث الجنرال اجناسيو زاراجوزا بها واستخدمها لجمع الآسلحة. وكانت ايضاً مسقط رأس الرئيس المكسيكي ادولفو لوبيز ماتيوس. وقد تم تشييد ضريح لرفات الرئيس ادولفو في وسط مدينة اتزابان.

## البلدية
وفي حين أن البلدية تشغل معظم مساحة البلدية. وتضم ولاية سيوداد لوبيز ماتيوس كامبوس لوس سيدروس وشركة بيدريجال وبيرسا لاس رويناس وبريسا سان خوان وفالي دي باز وفيجو مدين ورانشو بلانكو في ايجادو دي اسبيريتو سانتو. وتبلغ مساحة البلدية 89.9 كيلومتر مربع (34.71 ميل مربع). ويبلغ عدد سكانها 472526 نسمة. وتقع في الجزء الشمالي الشرقي من الدولة وفي شمال غرب المنطقة الفدرالية (مدينة مكسيكو). وتقع هذه البلدية في الجزء الشمالي الغربي من الدولة (في المنطقة المتروبولية من مدينة مكسيكو). وحدود البلدية هي ناوكالبان وتلانيبانتلا دي باز وبيكيريل ازكاليا.
في عام 1984 تم نقل المجلس البلدي من وسط اتزابان إلى مبنى جديد يقع بالقرب من حدود البلدية مع بلدية تلانيبانتلا دي باز.
كانت اتزابان تحت حكم حزب الفعل الوطني من عام 1997 وحتى عام 2009.
لدى اتزابان العديد من ملاعب الغولف مثل لا هاسيندا وتشيلوتشا وبيلافيستا وفالي اسكونديدو.
فضيحة انطونيو دومينغيز 
تم انتخاب انطونيو دومينغيز زامرانو رئيساً لاتزابان في عام 2000 وكممثل لحزب العمل الوطني. وبعد اتسيلائيه على الحكومة تم اكتشاف ارتباطه وترأسه للعديد من أعمال الفساد والاحتيال والتنمر على خصومه.
ولكن تهمته الرئيسية كانت قتل شريكة له في الحزب واسمها ماريا دي لوس انجليس تاميز رييس والتي كانت تعمل كجزء من حكومته.
ونتيجة لذلك تمت ادانه انطونيو دومينغيز على انه مذنب وتم ارساله إلى السجن مع سكرتيرة دانيال غارسيا.

## الجغرافيا
هنالك ثلاثة انهار تقع في شمال البلدية ولها ممر مائي في اتزابان وهي: نهر تلانباتلا ونهر سان خافيير ونهر مورتاس.
وفي داخل اتزابان وبالقرب من حدود ناوكالبان يقع سد مدين الذي يوفر الماء للجزء الغربي الشمالي من المنطقة الكبرى لمدينة مكسيكو.
وهنا؛ تيارات مختلفة لها ممر مائي يجري في انحاء اتزابان مثل «لا بولسا» و «هيرادورا» و «ال تيكوجوت» و «ال هنتي».
ومرتفعاتها الرئيسية هي تلة بزناقا وتلة اتلاكو وتلة لا كونديسا وتلة غراند.

## المواصلات
وبالرغم من عدم وجود محطات لوسائل النقل الرئيسيه تمتد من مدينة مكسيكو لاتزابان ولا يوجد العديد من خطوط الحافلات التي تذهب لشمال ووسط واجزاء من غرب جنوب مدينة مكسيكو.
وفي بداية القرن العشرون كان هناك خط قطار يسمى «مونتيالتو» وينتهي في اتزابان.
يقع مطار اتزابان في الجزء الشمالي منها وهذا المطار لا يستخدم كثيراً حيث لم يتم تأسيس أي شركات طيران.
وهناك طريق سريع يمر باتزابان ويصلها بمدينة مكسيكو عاصمة المكسيك وبتولوكا وبانترلوماس وبسانتا في وبهيرادورا بوروو وبطريق مكسيكو-كويريتارو السريع.
وفي الآونة الأخيرة قامت فياديوكتو بيسنتيناريو بإنشاء طابق ثاني من الطريق السريع يربط اتزابان بوسط مدينة مكسيكو. وتم بناء هذا المشروع لإحياء الذكرى المئوية الثانية لاستقلال المكسيك.

## روابط خارجية
- Ayuntamiento de Atizapán de Zaragoza Official website of the Municipality of Atizapán de Zaragoza